# Guerras Jin–Sung
As Guerras Jin–Sung ou Guerras Jin–Song foram uma série de conflitos entre os Jurchen da Dinastia Jin (1115-1234), e os Han da Dinastia Sung (960–1279). Em 1115, os Jurchen revoltaram-se contra os seus senhores, os Kitai da Dinastia Liao (907–1125), e anunciaram a formação dos Jin. Aliando-se aos Sung contra o seu inimigo comum, os Liao, os Jin prometeram devolver aos Sung os territórios na região norte da China que tinham passado para o domínio Liao desde 938. A rápida derrota dos Liao pelos Jurchen, juntamente com os fracassos militares Sung, tornou os Jin relutantes em ceder aqueles territórios. Após várias negociações fracassadas que criaram mal-estar em ambas as partes, os Jurchen atacaram os Sung em Novembro de 1125, enviando um exército para Taiyuan e outro para Kaifeng, a capital Sung.
Surpreendido pelas notícias de uma invasão, o general Sung estacionado em Taiyuan saiu da cidade,a qual ficou sob cerco, sendo mais tarde capturada. À medida que o exército Jin se aproximava da capital, o Imperador Huizong dos Sung abdicou e fugiu para sul. Um novo imperador Qinzong, assumiu então o trono. Os Jurchen deram início a um cerco contra Kaifeng em 1126, mas Qinzong negociou a sua retirada da capital após ter acordado pagar uma grande indemnização anual. Qinzong voltou atrás na sua palavra e deu ordem às forças Sung para defender as prefeituras em vez de fortificar a capital. Os Jin continuaram a sua Guerra contra os Sung cercando, de novo, Kaifeng em 1127. O imperador chinês foi capturado durante o incidente de Jingkang, a capital foi saqueada, e os Sung perderam a região norte da China para os Jin. Os restantes Sung fugiram para o sul da China e, depois de breves passagens por várias capitais temporárias, acabaram por ficar em Hangzhou. A retirada dos Sung marcou o fim da era dos Sung do Norte, e deu início aos Sung do Sul.
Os Jurchens tentaram conquistar o sul da China na década de 1130, mas esbarraram por uma insurreição pró-Sung no norte, e por uma contra-ofensiva pelos generais Sung, Yue Fei, Han Shizhong e outros. Os generais conseguiram reconquistar alguns territories, mas acabaram por se retirar por ordem do imperador Sung do sul, que defendia uma solução pacífica para a guerra. O Tratado de Shaoxing de 1142 estabeleceu as fronteiras entre os dois impérios ao longo do rio Huai, mas os conflitos entre as duas dinastias continuaram até à queda dos Jin em 1234. A campanha contra os Sung, pelo quarto imperador Jin, príncipe Hailing, não obteve sucesso. Perdeu a Batalha de Caishi (1161) e mais tarde foi assassinado pelos seus próprios oficiais descontentes. Uma invasão dos Jin, motivado pelo revanchismo dos Sung (1206–1208), também fracassou. Uma década mais tarde, os Jin lançaram uma campanha militar contra os Sung, em 1217, para reconquistar os territórios que tinham perdido aquando da invasão mongol. Os Sung formaram uma aliança com os Mongóis em 1233 e, no ano seguinte, juntos capturaram Caizhou, o último refúgio do imperador Jin. A queda da dinastia Jin deu-se em 1234. Depois do fim dos Jin, a própria dinastia Sung tornou-se um alvo para os Mongóis, caindo em 1279.
As guerras marcaram uma nova era de mudanças tecnológicas, culturais e demográficas na China. As batalhas entre os Sung e os Jin introduziram vários tipos de armas a pólvora. O cerco de De'an em 1132, regista a primeira vez que se utilizou a lança de fogo, um antepassado das armas de fogo. Existem registos de batalhas em que se utilizaram bombas com pólvora com a incendiária huopao, ou a explosiva tiehuopao, setas incendiárias, e outras armas relacionadas. No norte da China, as tribos Jurchen representavam uma minoria governante de um império que era predominantemente habitado por súbditos dos Sung do Norte. Os Jurchen migrantes estabeleceram-se nos territórios conquistados, assimilando a cultura local. O governo Jin instituiu um modelo de burocracia imperial centralizada, baseada nas dinastias chinesas anteriores, constituindo a sua legitimidade na filosofia confuncionista. Os refugiados Sung do norte estabeleceram-se no sul da China. O norte era o centro cultural da China, e a sua conquista pelos Jín abalou o estatuto internacional  da dinastia Sung. Os Sung do Sul, contudo, depressa conseguiram regressar à prosperidade económica, e as trocas comerciais com os Jín eram lucrativas, apesar de décadas de guerras. A capital dos Sung do Norte, Hangzhou, desenvolveu-se conseguindo alcançar o estatuto de cidade principal para o comércio.